# Molad

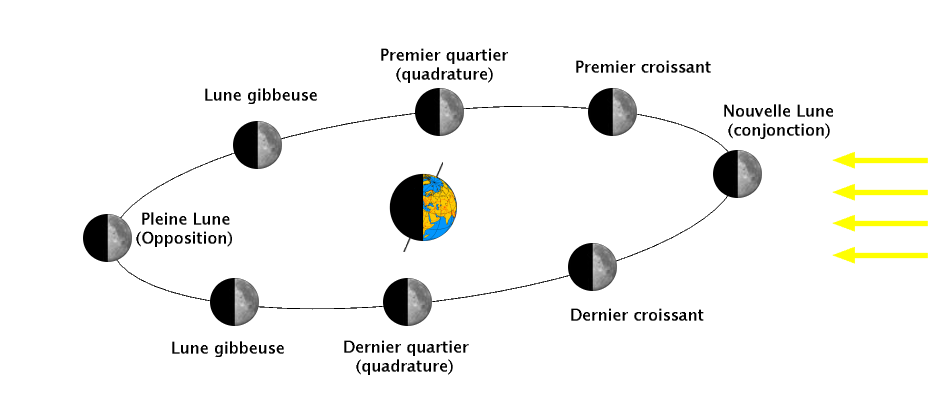
Les phases lunaires.

Le molad halevana (hébreu : מולד הלבנה « naissance de la lune »), plus fréquemment appelé molad, désigne la phase de la nouvelle lune, qui détermine la célébration de la néoménie par le changement de mois dans le calendrier juif.
On distingue :
- le molad amiti ou molad astronomique, au moment de la conjonction entre la Lune et le Soleil, qui n'est pas utilisé pour le calendrier hébraïque ;
- le molad du calendrier hébraïque jusqu'à Hillel II au IVe siècle, c'est-à-dire de la première visibilité du croissant de la nouvelle lune après une conjonction lunaire (hébreu, המולד הנראה לראיה ראשונה, hamolad hanirè lareaya rishona), pour une zone spécifique, la terre d'Israël ;
- le molad emtzayi (molad moyen), seul utilisé depuis Hillel II, qui se produit à intervalle régulier et fixé par calcul de la longueur d'un mois hébraïque. Le molad emtzayi moyen ne correspond pas exactement au molad amiti.

## Lemolad amiti
Le molad amiti (« véritable molad »), qui n'a aucun impact sur le calendrier juif, est le temps de la véritable conjonction lunaire, c'est-à-dire le moment où la Lune, dans sa révolution autour de la Terre, se trouve au point le plus proche du Soleil. Ce moment n'est pas visible à l'œil nu depuis la Terre, car l'on y voit que la face d'ombre de la Lune. Il ne dépend que des positions relatives Terre-Lune-Soleil, et est indépendant de la localisation géographique sur Terre (mais dépend évidemment en heure locale du fuseau horaire).
Le mois synodique (période entre deux conjonctions) est en moyenne de 29 jours 12 heures et 44 minutes. Du fait de l'excentricité des orbites de la Terre et de la Lune il varie entre 29 jours, 6 heures, 30 minutes au minimum, et 29 jours, 20 heures au maximum (soit un écart maximal de 13 heures et 30 minutes).
Le molad amiti est souvent exprimé selon l'heure de Jérusalem (Temps universel + 2 heures, 20 minutes et 56,9 secondes), ou selon l'heure locale israélienne.

## Lemolad hanirè lareaya rishona
La sanctification du mois fut la première prescription adressée à l'ensemble des enfants d'Israël. Selon la Bible, elle fut donnée le mois de l'Aviv, c'est-à-dire le mois de la maturation des épis de blé ; il semble que depuis lors, jusqu'à la fin du Sanhédrin, les mois aient été lunaires. Leur début était fixé au lendemain du molad hanirè lareaya rishona, défini comme l'observation du premier croissant de Lune juste après le coucher de soleil du vingt-neuvième jour du mois, la néoménie étant célébrée le jour suivant. Si ce croissant de lune n'était pas observé, la néoménie était repoussée au jour suivant.
Le calendrier juif et l'agriculture étant basés en grande partie sur le cycle lunaire, la détermination du molad faisait l'objet d'une vérification scrupuleuse par le Sanhédrin. Elle nécessitait deux témoignages séparés, chacun faisant l'objet d'un interrogatoire poussé. Ce n'était qu'après confirmation des témoignages que la sanctification du mois était proclamée.
En 359, les cérémonies d'annonces de la nouvelle lune furent interdites par l'empereur romain Constance II et Hillel II institua le molad emtzayi dans le cadre d'un calendrier arithmétique fixe, développé probablement un siècle auparavant par Shmouel sur la base du cycle métonique. Toutefois, les karaïtes, un courant scripturaliste du judaïsme, rejettent ce calcul, et ne se fient qu'au molad hanirè lareaya rishona.

## Lemolad emtzayi
Le molad emtzayi (molad moyen) utilisé pour le calendrier juif traditionnel depuis la destitution du Sanhédrin, est basé sur un cycle de durée constante, qui est une approximation arithmétique du mois synodique lunaire (période entre deux conjonctions) moyen. Ce cycle est fixé à 29 jours, 12 heures, et 793 halaqim (parties) après le molad précédent (l'heure étant subdivisé en 1080 ḥalaqim, nombre choisi car il est multiple de 2, 3, 4, 5, 6, 8, 9, 10, 12, 15, 18, 20, 24, 27 et 30). Cela donne 29 jours 12 heures 44 minutes et 3+⅓ secondes. Cette durée est exactement la même que la longueur du mois synodique moyen donné par Claude Ptolémée qui cite Hipparque dans l'Almageste, dans le système sexagésimal babylonien : 29 jours 31' 50" 8"' 20"" (c'est-à-dire 29 + 31/60 + 50/(60 × 60) + 8/(60 × 60 × 60) + 20/(60 × 60 × 60 × 60) jours). Le premier molad (la mythique première nouvelle lune molad shel Tohu) fut fixé 5 heures et 204 ḥalaqim (5 heures 11 minutes et 20 secondes) après le coucher de soleil (considéré comme étant 6 heures avant minuit) du début du calendrier hébraïque (premier soir de tishri de l'an hébraïque 1, c'est-à-dire le 6 septembre -3761 EC) (cet instant de référence est aussi appelé baharad). Cet instant fut choisi pour que le molad emtzayi colle avec l'instant moyen des conjonctions lunaires. Comme il est défini par rapport à l'heure solaire, il faut préciser le méridien choisi. Bien que cela ne soit pas donné dans les textes anciens, il est généralement admis qu'il s'agit du méridien de Jérusalem (auquel se serait référé implicitement les règles de Hillel).
Du fait des effets de marées entre la Terre et la Lune, le mois synodique moyen diminue petit à petit au cours des siècles. À l'époque de Hillel, il était quasiment égal au mois synodique moyen à l'intervalle traditionnel entre deux molad emtzayi. À l'époque supposée de l'Exode, le mois synodique moyen était de ⅔ de seconde plus long, et à l'heure actuelle il est d'environ ⅗ de seconde plus court. Du fait du cumul de ce raccourcissement au cours du temps, le molad emtzayi a aujourd'hui en moyenne un décalage de plus de 2 heures par rapport au molad amiti (conjonction lunaire astronomique).
Les approximations originelles étaient excellentes, puisqu'à l'époque de Hillel, le mois synodique moyen ne différait que de quelques millisecondes du mois synodique moyen réel, et que les molad n'étaient décalés que de 22 minutes par rapport aux instants moyens des conjonctions lunaires, en prenant le méridien de Jérusalem. Afin de coller plus exactement, certains ont suggéré que le méridien de référence originel était situé à mi-chemin entre le fleuve du Nil et le bout de l'Euphrate. Avec le décalage actuel, le méridien de référence passerait près de Kandahar, en Afghanistan.
À la différence du molad hanirè lareaya rishona qui se produit nécessairement au coucher du soleil, le molad emtzayi peut survenir à n'importe quel moment de la journée. Il se distingue également du molad amiti, qui du fait de l'excentricité des orbites de la Terre et de la Lune, ne se produit pas à intervalles réguliers. À l'époque actuelle, ces variations peuvent aller de 12 heures avant à 16 heures après le molad amiti, si tous les mois sont pris en compte dans l'évaluation. Si cette évaluation est cependant limitée à un seul mois hébraïque, alors ces variations sont réduites : le molad du mois de tishri peut actuellement être entre 4 heures avant et 16 heures après le molad amiti.
Traditionnellement, le moment du molad, qu'il soit annoncé ou imprimé dans des calendriers de fêtes à usage domestique, est défini en termes d'heures, de minutes, et de 18e de minute après le coucher de soleil moyen, car les jours du calendrier hébraïque commencent lors du coucher de soleil.
Certaines sources imprimées soustraient 6 heures afin de faire correspondre le moment du molad au temps « civil, » mais procéder de la sorte conduit à une erreur sur le jour hébraïque lorsque le molad se produit entre le coucher de soleil et minuit (soit une fois sur 4).
Par ailleurs, certaines sources imprimées ajoutent aussi une heure durant l'été afin de respecter à « l'heure d'été, » mais il s'agit là aussi d'une erreur, car cela affecterait le molad de tishri, et entrainerait une date erronée pour Rosh Hashana.

## Détermination du nouvel an juif et règles de décalages
Le calendrier hébraïque est un calendrier luni-solaire, de douze mois de 29 ou 30 jours, auxquels on ajoute un treizième mois de 30 jours certaines années (dites embolismiques).
Bien que le moment du molad du calendrier hébraïque traditionnel soit annoncé à la synagogue lors du chabbat précédant la néoménie (à l'exception de celle de tishri), sa seule utilité pour le calendrier luni-solaire actuellement établi, est que le molad de tishri détermine la date du Nouvel An juif (Rosh Hashana). En pratique, le nouvel an juif peut-être sujet à un décalage de 1 ou 2 jours par rapport au jour suivant le molad emtzayi du mois de tishri.
Dans le calendrier hébraïque le jour commence à la tombée de la nuit (ou conventionnellement à 18 heures, 6 heures avant minuit), et non à minuit comme dans le calendrier grégorien. Le molad hanirè lareaya rishona traditionnel étant observé à la tombée du jour, le premier jour du mois commençait donc juste après. Mais le molad emtzayi peut tomber à n'importe quelle heure du jour. En principe Rosh Hashana commence donc le soir suivant. En réalité, il survient souvent un décalage d'un jour ou deux, suivant certaines règles :
- la première de ces règles, le dehiyya molad zaken (« en cas de molad trop vieux ») est appliquée si le molad survient après la douzième heure du jour hébraïque ; en ce cas, Rosh Hashana est décalé d'un jour. La raison traditionnelle en était d'assurer la visibilité du premier croissant de lune au coucher de soleil précédent Rosh Hashana, et qu'il fallait au moins 6 heures pour la Lune se soit suffisamment décalée par rapport à la conjonction astronomique[4]. Toutefois, selon Gauss, cette règle aurait pu être abolie en ajoutant un quart de jour à la valeur-seuil ;
- la seconde règle Lo bèadou Rosh (« Rosh n'est pas en adou ») impose de repousser d'un jour si le molad de tishri tombe un dimanche, un mercredi ou un vendredi, ceci pour des raisons rituelles. En effet, si Rosh Hashana survient un mercredi, Yom Kippour, jour de jeûne qui a toujours lieu neuf jours plus tard, survient un vendredi, et si Rosh Hashana est célébrée un vendredi, Yom Kippour a lieu un dimanche. Dans les deux cas, ce serait rituellement inconvenant, si l'on doit réaliser un enterrement[5]. Enfin, si Rosh Hashana survient un dimanche, Hoshanna Rabba serait célébrée à chabbat, ce qui est impossible, car les feuilles de saule qu'à balancer pour a bonne tenue du rite, sont mouktze (ne peuvent être touchées ni déplacées à chabbat)[6].
Lo bèadou rosh est un moyen mnémotechnique où adou (אד״ו) est à prendre selon sa valeur en numération hébraïque, 1-4-6, 1 désignant le premier jour de la semaine, c'est-à-dire (pour les Juifs) le dimanche, etc. 
Lorsque cette règle se surajoute à la première règle, elle peut conduire à décaler Rosh Hashana de deux jours ;
- les deux autres règles servent à éviter que ces décalages ne donnent lieu à des années trop courtes ou trop longues :
  - si l'année à venir est une année commune (de 12 mois), et que le molad de tishri se produit un mardi à partir de 9 heure et 904 halaquim (parties), on décale au jeudi. Cette règle n'est à prendre en compte que s'il n'y pas déjà eu de décalage du fait des deux premières règles. Sans ce décalage, le molad de Tishri suivant se produirait un samedi, après midi, ce qui impliquerait un décalage d'un jour à cause de la première règle, et d'un second jour pour éviter de tomber un dimanche. De ce fait, l'année durerait 356 jours ce qui est trop long pour une année commune (entre 353 et 355 jours). Le mercredi étant indisponible du fait de la seconde règle, on est donc contraint de décaler au jeudi, afin d'obtenir une année de 353 jours,
  - de façon analogue, si l'année qui s'achève est embolismique (de 13 mois), et si le molad de tishri se produit un lundi à partir de 15 heures et 589 parties, on décale au mardi (s'il n'y a pas déjà eu de décalage). Cela évite d'avoir une année de seulement 382 jours (les années de 13 mois devant avoir entre 383 et 385 jours).